# Tetragnatha sinuosa
Tetragnatha sinuosa este o specie de păianjeni din genul Tetragnatha, familia Tetragnathidae, descrisă de Chickering, 1957.
Este endemică în Panama. Conform Catalogue of Life specia Tetragnatha sinuosa nu are subspecii cunoscute.